# Колесо (теорія графів)
У теорії графів колесом Wn називається граф з n вершинами (n ≥ 4), утворений з'єднанням єдиної вершини з усіма іншими вершинами, які утворюють (n-1)-цикл. Існує неоднозначність при позначенні колеса в літературі — деякі автори використовують Wn, а деякі Wn+1. Колесо може бути визначено також, як 1-скелет (n-1)-кутної піраміди.

## Уявлення у вигляді множини
Нехай задано множину вершин {1,2,3,…,v}. Множину ребер графу-колеса можна представити у вигляді множини {{1,2},{1,3},...,{1,v},{2,3},{3,4},...,{v-1,v},{v,2}}.

## Властивості
Колеса є  планарними графами, а тому мають єдине вкладення в площину. Будь-яке колесо є графом Халіна. Вони двоїстні —  двоїстий граф  будь-якого колеса ізоморфне самому колесу. Будь-який максимальний планарний граф, відмінний від K4  = W4 підграфу або W5, або W6.
У колесі завжди є гамільтонів цикл і кількість циклів Wn дорівнює {\displaystyle n^{2}-3n+3} (послідовність A002061 з Онлайн енциклопедії послідовностей цілих чисел, OEIS).
| ]] 7 циклів у колесі W4. |

Для непарних значень n,Wn є досконалим графом хроматичним числом 3 — вершини циклу можна пофарбувати у два кольори, а центральна вершина буде мати третій колір. Для парного n,Wn колесо має хроматичне число 4 і (при n ≥ 6) не буде досконалим графом. W7 — це єдине колесо, що є графом одиничних відстаней на евклідовій площини.
.
Хроматичний многочлен колеса Wn дорівнює:
.
У теорії матроїдів є два особливо важливих види матроїдів — колеса і вихор, і обидва види є похідними від графів-коліс. Матроїд k- колеса — це  графові матроїди колеса Wk+1, a матроїд  k -вихору виходить з матроїда k-колеса шляхом оголошення зовнішнього циклу (обода) такою ж незалежною множиною, як і її кістякове дерево.
Колесо W6 є прикладом у гіпотезі Пол Ердеша(теорії Рамсея) — він висловив припущення, що повний граф має найменше число Рамсея серед всіх графів з тим же хроматичним числом. Однак Фаудри і МакКей (Faudree, McKay, 1993) показали, що для W6 число Рамсея дорівнює 17, в той час як для повного графу K4, з тим же хроматичним числом, число Рамсея дорівнює 18.
. Таким чином, для будь-якого графу G з 17 вершинами або сам G, або його доповнення містить W6 як підграф, в той час як граф Пелі, має 17 вершин, ні його доповнення не містять «K»4.